# 佛日樓
佛日樓，位于紫禁城宁寿宫区东路北端、梵华楼西侧，是清朝宫廷佛堂之一。

## 简介
佛日楼是清朝乾隆三十七年（1772年）仿照建福宫花园中的慧曜楼而兴建。佛日楼北依宁寿宫区的北宫墙，东侧有石梯连接梵华楼。佛日楼为两层，上下各三间，黄琉璃瓦绿剪边卷棚歇山顶。
佛日楼一层分隔成数个室，供奉着藏传佛教五大密宗主尊（密集金刚、上乐金刚、大威德金刚、喜金刚、时轮金刚）、五方佛、释迦牟尼佛。二层供奉着三世佛（释迦牟尼佛、燃灯佛、弥勒佛）、十八罗汉、四大天王，北壁、东壁、西壁设有长条供案，案上供奉378尊无量寿佛小铜像。
佛日楼前用虎皮石饰面墙围绕形成小院，小院开有月亮门，门外便是景祺阁东院，西行可到达景福宫。